# Collegio elettorale di Pisticci (Senato della Repubblica)
Il collegio di Pisticci fu un collegio elettorale uninominale della Repubblica Italiana per l'elezione del Senato della Repubblica. Apparteneva alla circoscrizione Basilicata e fu utilizzato per eleggere un senatore nella XII, XIII e XIV legislatura.
Venne istituito nel 1993 con la cosiddetta Legge Mattarella (Legge n. 276, Norme per l'elezione del Senato della Repubblica), attuata in seguito al referendum abrogativo del 1993. La legge istituì per la Camera dei deputati e per il Senato della Repubblica un sistema di elezione misto, in parte maggioritario e in parte proporzionale. Il 75% dei parlamentari dell'assemblea veniva eletto in collegi uninominali tramite sistema maggioritario a turno unico; il restante 25% al Senato veniva eletto tramite recupero proporzionale dei più votati non eletti attraverso un meccanismo di calcolo denominato "scorporo", cioè sottraendo dal conteggio dei voti totali di una lista nella parte proporzionale i voti ottenuti dai candidati collegati alla medesima lista che erano eletti nei collegi uninominali con il sistema maggioritario.
Il collegio venne abolito insieme a tutti gli altri che costituivano il Senato con la promulgazione della legge elettorale successiva, la cosiddetta Legge Calderoli. Questa prevedeva un sistema proporzionale con premio di maggioranza, che al Senato veniva attribuito a livello regionale.

## Territorio
Il collegio di Pisticci era uno dei 5 collegi uninominali in cui era suddivisa la Basilicata e, come previsto dal D.Lgs. del 20 dicembre 1993 n. 535, era compreso nelle province di Matera e di Potenza e comprendeva i seguenti comuni: Aliano, Bernalda, Calvera, Carbone, Castronuovo di Sant'Andrea, Cersosimo, Chiaromonte, Cirigliano, Colobraro, Craco, Fardella, Francavilla in Sinni, Gorgoglione, Montalbano Jonico, Noepoli, Nova Siri, Pisticci, Policoro, Rotondella, San Costantino Albanese, San Giorgio Lucano, San Paolo Albanese, San Severino Lucano, Scanzano Jonico, Senise, Stigliano, Teana, Terranova di Pollino, Tursi e Valsinni. 

## Eletti
| Elezione | Elezione | Senatore            | Partito                    |
| -------- | -------- | ------------------- | -------------------------- |
|          | 1994     | Antonino Monteleone | Polo del Buon Governo (AN) |
|          | 1996     | Valerio Mignone     | L'Ulivo (PDS/DS)           |
|          | 2001     | Giuseppe Ayala      | L'Ulivo (DS)               |

## Dati elettorali

### XII legislatura
|                               | Antonino Monteleone ✔️ Eletto | Polo del Buon Governo | 19 659 | 35,19 |  |  |  |  |  |
|                               | Angelo Gabriele Tataranno     | Progressisti          | 19 406 | 34,73 |  |  |  |  |  |
|                               | Saverio D'Amelio              | Patto per l'Italia    | 12 644 | 22,63 |  |  |  |  |  |
|                               | Antonio D'Angella             | D'Angella             | 3 421  | 6,12  |  |  |  |  |  |
|                               | Leonardo Montemurro           | Unione Mediterranea   | 743    | 1,33  |  |  |  |  |  |
| Totale                        | Totale                        | Totale                | 55 873 | 100   |  |  |  |  |  |
|                               |                               |                       |        |       |  |  |  |  |  |
| Voti non validi               | Voti non validi               | Voti non validi       | 11 076 | 16,54 |  |  |  |  |  |
| Votanti                       | Votanti                       | Votanti               | 66 949 | 82,53 |  |  |  |  |  |
| Elettori                      | Elettori                      | Elettori              | 81 120 |       |  |  |  |  |  |
|                               |                               |                       |        |       |  |  |  |  |  |
| Data: 27-28 marzo 1994        |                               |                       |        |       |  |  |  |  |  |
| Fonte: Ministero dell'interno |                               |                       |        |       |  |  |  |  |  |

### XIII legislatura
|                               | Valerio Mignone ✔️ Eletto     | L'Ulivo                            | 27 732 | 52,15 |  |  |  |  |  |
|                               | Antonino Monteleone ✔️ Eletto | Polo per le Libertà                | 20 990 | 39,47 |  |  |  |  |  |
|                               | Bonaventura Postiglione       | Movimento Sociale Fiamma Tricolore | 2 223  | 4,18  |  |  |  |  |  |
|                               | Domenico Lorubbio             | Mani Pulite                        | 1 173  | 2,21  |  |  |  |  |  |
|                               | Berardino Alianelli           | Democratici per il Progresso       | 740    | 1,39  |  |  |  |  |  |
|                               | Cesare Colizzi                | Lega d'Azione Meridionale          | 317    | 0,60  |  |  |  |  |  |
| Totale                        | Totale                        | Totale                             | 53 175 | 100   |  |  |  |  |  |
|                               |                               |                                    |        |       |  |  |  |  |  |
| Voti non validi               | Voti non validi               | Voti non validi                    | 10 485 | 16,47 |  |  |  |  |  |
| Votanti                       | Votanti                       | Votanti                            | 63 660 | 76,99 |  |  |  |  |  |
| Elettori                      | Elettori                      | Elettori                           | 82 683 |       |  |  |  |  |  |
|                               |                               |                                    |        |       |  |  |  |  |  |
| Data: 21 aprile 1996          |                               |                                    |        |       |  |  |  |  |  |
| Fonte: Ministero dell'interno |                               |                                    |        |       |  |  |  |  |  |

### XIV legislatura
|                               | Giuseppe Ayala ✔️ Eletto | L'Ulivo                              | 22 256 | 38,22 |  |  |  |  |  |
|                               | Antonino Monteleone      | Casa delle Libertà                   | 17 624 | 30,27 |  |  |  |  |  |
|                               | Mario Altieri            | Democrazia Europea                   | 10 944 | 18,80 |  |  |  |  |  |
|                               | Rocco Griesi             | Partito della Rifondazione Comunista | 3 047  | 5,23  |  |  |  |  |  |
|                               | Pietro Paolo Vena        | Lista Di Pietro                      | 2 676  | 4,60  |  |  |  |  |  |
|                               | Nicola De Sortis         | Fiamma Tricolore                     | 1 190  | 2,04  |  |  |  |  |  |
|                               | Massimo Picchianti       | Lista Pannella-Bonino                | 490    | 0,84  |  |  |  |  |  |
| Totale                        | Totale                   | Totale                               | 58 227 | 100   |  |  |  |  |  |
|                               |                          |                                      |        |       |  |  |  |  |  |
| Voti non validi               | Voti non validi          | Voti non validi                      | 8 679  | 12,97 |  |  |  |  |  |
| Votanti                       | Votanti                  | Votanti                              | 66 906 | 77,87 |  |  |  |  |  |
| Elettori                      | Elettori                 | Elettori                             | 85 925 |       |  |  |  |  |  |
|                               |                          |                                      |        |       |  |  |  |  |  |
| Data: 13 maggio 2001          |                          |                                      |        |       |  |  |  |  |  |
| Fonte: Ministero dell'interno |                          |                                      |        |       |  |  |  |  |  |